# Електрически транспорт
Електрическите превозни средства (на английски: electric vehicle, EV) използват един или два електродвигателя за задвижване.
Идеята за използване на електрическата енергия за транспортни цели е възникнала още през 1834 г., когато американците Девенпорт и Кук вграждат в малък вагон магнитоелектрически двигател и го захранват от галванични елементи. По същото време руският физик Б. С. Якоби построил електромагнитен двигател, с помощта на който задвижил лодка срещу течението на река Нева.
През 1879 г. руският инженер Пиротски вгражда електрически двигател в конния трамвай в Санкт Петербург и го захранва от източник извън него. Захранването е ставало от двете релси, които са били изолирани една от друга и от пътното платно. Същата година фирма Сименс демонстрира на берлинското изложение вагон с електрически двигател.
През 1885 година в канадския град Торонто е построена и пусната в експлоатация трамвайна линия, при която за пръв път се прилага контактна мрежа, подобна на използваната днес.
В България първият електрически трамвай е пуснат на 25 януари 1901 г. в София.
През 1942 г. край София е открита първата тролейбусна линия, а от 1950 е въведен като градски пътнически транспорт.
През 1956 г. тролейбусен транспорт се въвежда и в град Пловдив.

## Видове електротранспорт по предназначение
За обществени превози:
- в градския пътнически транспорт:

- трамваи
- електробуси (електрически автобуси)
- тролейбуси
- метро (метрополитен)

- в извънградския транспорт:
  - електрически железници -
    - локомотиви и
    - влакове (електрички)

За ограничено ползване:
- за вътрешно-заводски превози:

- електрокари

- за лични нужди:

- електромобили (леки коли)
- електрическа кола